# Gustav Kaule
Gustav Karl Ernst Kaule (* 24. Februar 1859 in Loschwitz; † 12. Dezember 1945 in Bückeburg) war ein deutscher Politiker (Handwerkerbund).

## Leben
Kaule war beruflich als Steinsetzmeister in Bückeburg tätig, wo er eine Steinsetzerei betrieb, die er später um eine Steinhauerei erweiterte.
Dem Landtag des Freistaates Schaumburg-Lippe gehörte er von 1926, als er für den ausgeschiedenen Abgeordneten Robert Reinisch nachrückte, bis 1931 an.
Gustav Kaule war seit 1884 verheiratet.